# Esplosione di Morogoro
L'esplosione di Morogoro è avvenuta il 10 agosto 2019, quando un'autocisterna è scoppiata a Morogoro, in Tanzania, uccidendo 89 persone e ferendone almeno altre 55. È stato uno dei più grandi disastri della storia della Tanzania.
L'incidente è avvenuto nella città di Morogoro, che si trova 185 km a ovest di Dar es Salaam. Dopo lo schianto, la gente si è raccolta sul luogo dell'incidente per saccheggiare il carburante. La cisterna è esplosa durante il saccheggio, bruciando 60 persone a morte. I filmati dell'incidente hanno iniziato a circolare sui social network, in cui è possibile vedere un gran numero di persone che raccolgono carburante in contenitori e taniche. Altre 55 persone sono rimaste ferite nell'incidente e molte hanno subito gravi ustioni.

## Esplosione
L'esplosione è avvenuta alle 8:30 del mattino, 20 minuti dopo il rovesciamento di un'autobotte di carburante che cercava di evitare lo scontro con una motocicletta. L'incidente è avvenuto vicino al terminal degli autobus di Msamvu. La strada su cui si è verificato l'incidente collega Morogoro alla capitale Dar es Salaam ed è molto trafficata. Testimoni affermano che una folla di almeno 150 persone si è radunata sulla scena. La folla ha iniziato a rubare il carburante usando taniche e ha continuato anche quando l'autocisterna ha preso fuoco. Un video è stato pubblicato dal canale di notizie locale Kwanza TV su Twitter, mostrando gruppi di persone che tentano di raccogliere carburante attorno alla nave cisterna.
Uno dei testimoni, identificato come Daniel Ngogo, ha descritto la scena come caotica con un enorme incendio che ha reso impegnativo il salvataggio delle vittime. Alle 3:00 del pomeriggio, le operazioni di salvataggio sono terminate e tutti i corpi sono stati rimossi dalla scena. Il commissario della polizia regionale, Wilbard Mutafungwa, ha dichiarato che molte persone hanno subito ustioni a causa dell'esplosione. Le cifre ufficiali della polizia hanno riportato 75 morti e almeno 55 feriti. La maggior parte delle vittime sono state identificate come tassisti di motociclette locali che erano presenti sulla scena e persone che hanno tentato di raccogliere carburante. Il commissario regionale di Morogoro, Stephen Kebwe, ha dichiarato che si è trattato del peggior disastro nella regione.

## Conseguenze
Il portavoce del governo Hassan Abbas ha dichiarato: "le operazioni di salvataggio sono terminate entro le 15:00 ora locale. La scena è stata isolata e tutti i corpi sono stati rimossi dalla scena in un ospedale locale per l'identificazione".
Il presidente della Tanzania John Magufuli ha espresso le sue condoglianze e lo sgomento per il comportamento della folla.